# Théorème de Kochen-Specker
En mécanique quantique, le théorème de Kochen–Specker ( KS ), également connu sous le nom de théorème de Bell–Kochen–Specker, est un théorème « no-go » prouvé par John S. Bell en 1966, et par Simon B. Kochen et Ernst Specker en 1967. Il pose des contraintes aux théories à variables cachées voulant reproduire les prédictions de la mécanique quantique indépendamment du contexte expérimental. La version du théorème donnée par Kochen et Specker produisait un exemple explicite de contrainte en termes de nombre fini de vecteurs d'état.
Le théorème vient en complément du théorème de Bell : le théorème KS établit que le contextualisme (en) est une caractéristique nécessaire de toute théorie à variables cachées reproduisant les prédictions de la mécanique quantique, comme le théorème de Bell l'établissait pour la non-localité. Bien qu'exprimant une même vision holiste des systèmes quantiques, les deux concepts ne vont pas nécessairement de pair : on peut concevoir un lien non-local entre  particules intriquées sans considérer d'effet des appareils de mesure, et inversement, on peut concevoir un effet global lié aux mesures sans qu'il n'y ait de lien entre particules.
Le théorème prouve qu'il existe une contradiction entre deux hypothèses utilisées par des théories à variables cachées :
1. Valeurs définies : toutes les variables cachées correspondant aux observables de la mécanique quantique ont des valeurs définies à un instant donné
2. Non-contextualité : les valeurs de ces variables sont intrinsèques et indépendantes de l'appareil utilisé pour les mesurer.

La contradiction vient du fait que les observables de la mécanique quantique ne sont pas nécessairement commutatives. Si la dimension de l'espace de Hilbert est au moins égale à trois, il est impossible de plonger simultanément toutes les sous-algèbres commutatives de l'algèbre de ces observables dans une même algèbre commutative supposée représenter la structure classique d'une théorie à variables cachées.
Le théorème de Kochen-Specker exclut donc les théories à variables cachées qui considèrent que les éléments de la réalité physique peuvent tous être représentés simultanément indépendamment d'un contexte spécifique (techniquement une décomposition projective de l'opérateur identité) associé à l'expérience ou au point de vue analytique considéré. Comme le résument succinctement Christopher Isham et Jeremy Butterfield (en) (sous l'hypothèse d'un espace d'échantillonnage probabiliste universel comme dans les théories à variables cachées non-contextuelles), le théorème de Kochen-Specker « affirme l'impossibilité d'attribuer des valeurs à toutes les quantités physiques tout en préservant les relations fonctionnelles entre elles ».

## Historique
Le théorème KS est un élément important dans le débat sur l'(in)complétude de la mécanique quantique, relancé en 1935 par le paradoxe EPR. Ce paradoxe découle de l'hypothèse qu'un résultat est fixé de manière déterministe par un élément de réalité physique existant indépendamment du processus de mesure, une propriété appartenant en propre à l'objet microscopique visé. Dans l'article, il était posé que la valeur mesurée d'une observable pouvait indiquer un tel élément de réalité physique. La question ne changeant rien aux pratiques de la physique, la critique d'EPR n'a pas été vraiment prise en considération d'autant plus que dans sa réponse Bohr avait pointé une ambiguïté : pour avoir l'effet supposé, on considérait qu'un changement de base locale ne modifiait pas les mesures distantes, alors que cela avait changé le contexte global. Selon Bohr, prendre en compte le caractère contextuel d'une mesure invaliderait donc le raisonnement d'EPR  mais Einstein a alors fait observer que cette dépendance contextuelle impliquerait une non-localité (« spooky action at a distance »), et que, par conséquent, il faudrait accepter l'incomplétude si l'on voulait éviter la non-localité.
Dans les années 1950 et 1960, deux pistes s'ouvrent pour traiter la question à partir d'un théorème « no-go » de von Neumann entendant prouver l'impossibilité de théories à variables cachées reproduisant les résultats de la mécanique quantique.
D'un côté, le développement par David Bohm de la théorie de De Broglie-Bohm mène John Bell aux inégalités de Bell explorant les conditions de non-localité et faisant entrer la question dans le domaine du testable expérimentalement.
De l'autre, l'approche de Kochen-Specker traite la question indépendamment de toute référence à la localité et explore les conditions d'indépendance au dispositif de mesure, la non-contextualité. La contextualité de la mécanique quantique est ici liée à l'incompatibilité d'observables correspondant à l'exclusion mutuelle des dispositifs de mesure, l'impossibilité de mesurer simultanément certaines observables. Le théorème de Kochen-Specker stipule qu'aucun modèle à variable cachée non-contextuel ne peut reproduire les prédictions de la théorie quantique lorsque la dimension de l'espace de Hilbert est de trois ou plus.
Bell avait soumis à une revue une preuve de ce théorème dès 1964 mais son article, perdu sur le bureau d'un rédacteur pendant deux ans, ne fut publié qu'en 1966. Des preuves plus simples que celle de Kochen–Specker ont été données plus tard, entre autres, par David Mermin (en), et par Asher Peres (en) mais beaucoup n'établissent le théorème que pour les espaces de Hilbert de dimension supérieure, par exemple à partir de la dimension quatre.
Le premier test expérimental de contextualité a été réalisé en 2000 et une version sans failles de détection, de netteté et de compatibilité a été réalisée en 2022.

## Aperçu de la démonstration
Le théorème KS explore s'il est possible de plonger un ensemble d'observables de la mécanique quantique dans un ensemble de quantités classiques, bien que celles-ci soient, elles, mutuellement compatibles. La première observation faite dans l'article de Kochen-Specker est que c'est possible de manière triviale en ignorant la structure algébrique de l'ensemble des observables en mécanique quantique.
En effet, soit pA(ak) la probabilité que l'observable A ait la valeur ak, alors le produit ΠA pA(ak), pris sur toutes les observables possibles A, est une distribution de probabilité jointe valide, donnant toutes les probabilités des observables de la mécanique quantique en prenant des marginales. Kochen et Specker notent que cette distribution de probabilité conjointe n'est cependant pas acceptable, car elle ignore toutes les corrélations entre les observables. Ainsi, en mécanique quantique A2 vaut ak2 si A vaut ak, ce qui implique que les valeurs de A et A2 sont fortement corrélées.
Plus généralement, il est exigé par Kochen et Specker que pour une fonction arbitraire f la valeur {\displaystyle v{\big (}f(\mathbf {A} ){\big )}} d'une observable {\displaystyle f(\mathbf {A} )} satisfasse
{\displaystyle v{\big (}f(\mathbf {A} ){\big )}=f{\big (}v(\mathbf {A} ){\big )}.}
Si A 1 et A 2 sont des observables compatibles, alors, du même coup, on devrait avoir les deux égalités suivantes :
{\displaystyle v(c_{1}\mathbf {A} _{1}+c_{2}\mathbf {A} _{2})=c_{1}v(\mathbf {A} _{1})+c_{2}v(\mathbf {A} _{2}),}
{\displaystyle c_{1}} et {\displaystyle c_{2}} réels, et
{\displaystyle v(\mathbf {A} _{1}\mathbf {A} _{2})=v(\mathbf {A} _{1})v(\mathbf {A} _{2}).}
La condition de compatibilité est une restriction considérable de l'hypothèse de von Neumann qui tenait la première égalité pour valable que A 1 et A 2 soient compatibles ou pas. Kochen et Specker ont prouvé qu'une attribution de valeur n'est pas possible même sur la base de ces hypothèses plus strictes. Pour ce faire, ils ont restreint les observables aux observables dites oui-non, n'ayant que les valeurs 0 et 1, correspondant à des opérateurs de projection sur des vecteurs propres de certaines bases orthogonales d'un espace de Hilbert.
Pour un espace de Hilbert au moins tridimensionnel, ils ont pu exhiber un ensemble de 117 opérateurs de projection dont les valeurs ne pouvaient pas être fixées à 0 ou 1 de manière univoque : de par les interrelations, fixer la valeur d'un opérateur contraint celle des autres avec finalement des incompatibilités où un élément de l'ensemble devrait être à la fois à 0 et à 1 pour satisfaire ses liens aux autres opérateurs.
Le principe peut être illustré de manière plus simple en dimension 4 où il est possible d'obtenir un résultat similaire avec seulement 18 opérateurs de projection.
Soient u1, u2, u3 et u4 , quatre vecteurs orthogonaux d'une base orthogonale dans l'espace de Hilbert à quatre dimensions, alors les opérateurs de projection P1, P2, P3, P4 sur ces vecteurs commutent tous entre eux (et donc correspondent à des observables compatibles, permettant une attribution simultanée des valeurs 0 ou 1). Puisque
{\displaystyle \mathbf {P} _{1}+\mathbf {P} _{2}+\mathbf {P} _{3}+\mathbf {P} _{4}=\mathbf {I} ,}
il suit :
{\displaystyle v(\mathbf {P} _{1}+\mathbf {P} _{2}+\mathbf {P} _{3}+\mathbf {P} _{4})=v(\mathbf {I} )=1.}
Et comme :
{\displaystyle v(\mathbf {P} _{1}+\mathbf {P} _{2}+\mathbf {P} _{3}+\mathbf {P} _{4})=v(\mathbf {P} _{1})+v(\mathbf {P} _{2})+v(\mathbf {P} _{3})+v(\mathbf {P} _{4}),}
il découle de {\displaystyle v(\mathbf {P} _{i})} = 0 ou 1, {\displaystyle i=1,\ldots ,4}, que sur les quatre valeurs {\displaystyle v(\mathbf {P} _{1}),v(\mathbf {P} _{2}),v(\mathbf {P} _{3}),v(\mathbf {P} _{4})} l'un doit être 1, tandis que les trois autres doivent être 0.
Cabello, étendant un argument développé par Kernaghan  a considéré 9 bases orthogonales, chaque base correspondant à une colonne du tableau suivant, dans lequel les vecteurs de base sont explicitement affichés. Les bases sont choisies de manière que chaque projecteur apparaisse dans exactement deux contextes de mesure, établissant ainsi des relations fonctionnelles entre les contextes.
| u1 | (0, 0, 0, 1)  | (0, 0, 0, 1)  | (1, −1, 1, −1) | (1, −1, 1, −1) | (0, 0, 1, 0) | (1, −1, −1, 1) | (1, 1, −1, 1) | (1, 1, −1, 1) | (1, 1, 1, −1) |
| u2 | (0, 0, 1, 0)  | (0, 1, 0, 0)  | (1, -1, -1, 1) | (1, 1, 1, 1)   | (0, 1, 0, 0) | (1, 1, 1, 1)   | (1, 1, 1, -1) | (−1, 1, 1, 1) | (−1, 1, 1, 1) |
| u3 | (1, 1, 0, 0)  | (1, 0, 1, 0)  | (1, 1, 0, 0)   | (1, 0, −1, 0)  | (1, 0, 0, 1) | (1, 0, 0, −1)  | (1, −1, 0, 0) | (1, 0, 1, 0)  | (1, 0, 0, 1)  |
| u4 | (1, −1, 0, 0) | (1, 0, −1, 0) | (0, 0, 1, 1)   | (0, 1, 0, −1)  | (1, 0, −1)   | (0, 1, −1, 0)  | (0, 0, 1, 1)  | (0, 1, 0, −1) | (0, 1, −1, 0) |

Il s'avère qu'il est impossible de placer une valeur, soit un 1, soit un 0, dans chaque case du tableau de telle manière que :
(a) la valeur 1 apparaît exactement une fois par colonne, les autres entrées de la colonne étant 0 ;
(b) les cases de même couleur contiennent la même valeur - soit les deux contiennent 1, soit les deux contiennent 0.
Pour le prouver, il suffit de poser la question : combien de fois la valeur 1 doit-elle apparaître dans le tableau ?
La condition (a) implique que 1 doit apparaître 9 fois puisqu'il y a 9 colonnes et que 1 doit apparaître exactement une fois par colonne.
La condition (b) implique que 1 doit apparaître un nombre pair de fois puisque les cases vont par paires de même couleur, et si un membre d'une paire contient 1, alors l'autre doit aussi contenir 1.
Donc (a) et (b) sont des conditions contradictoires, l'une demandant 9 fois le nombre 1 et l'autre demandant qu'il apparaisse un nombre pair de fois. Aucune distribution de 1 et de 0 ne peut satisfaire les deux.
La preuve du théorème de Bell sous la forme des inégalités CHSH peut également être convertie en preuve du théorème KS en dimension supérieure ou égale à 4. Dans cette configuration, on doit traiter 24 opérateurs de projection : 4 mesures x 4 résultats (4 paires de doubles mesures simultanées dans chaque bras de l'expérience) + 4 mesures x 2 résultats (les deux doubles mesures dans chaque bras de l'expérience).

## Remarques

### La contextualité
Dans l'article originel est discutée la possibilité que l'attribution de valeur {\displaystyle v(\mathbf {A} )} puisse dépendre du contexte, c'est-à-dire que les observables correspondant à des vecteurs égaux dans différentes colonnes du tableau n'aient pas besoin d'avoir des valeurs égales car différentes colonnes correspondraient à différents dispositifs de mesure. Étant donné que la réalité subquantique (telle que décrite par les théories à variables cachées) peut dépendre du contexte de mesure, il est possible que les relations entre les observables de la mécanique quantique et les variables cachées soient simplement des morphismes plutôt que des isomorphismes. Cela rendrait obsolète l'exigence d'une attribution de valeur indépendante du contexte. Par conséquent, le théorème KS exclut uniquement les théories des variables cachées non contextuelles. La possibilité de contextualité a donné naissance aux interprétations modales de la mécanique quantique.

### Hypothèse d'Einstein et niveaux de réalité
Par le théorème KS, l'hypothèse d'Einstein selon laquelle la valeur d'une observable de mécanique quantique représente un élément de la réalité physique en soi est prouvée fausse. La valeur d'une observable de mécanique quantique se réfère en premier lieu à la position finale de l'aiguille d'un instrument de mesure, qui n'apparaît qu'au cours de la mesure, et qui, pour cette raison, ne peut jouer le rôle d'un élément de réalité physique indépendante. Les éléments d'une réalité physique indépendante, s'ils existent, nécessiteraient une théorie subquantique (variable cachée) pour être décrits. Dans des publications ultérieures les inégalités de Bell sont discutées sur la base des théories à variables cachées dans lesquelles la variable cachée est supposée se référer à une propriété subquantique de l'objet microscopique différente de la valeur des observables quantiques. Cela ouvre la possibilité de distinguer différents niveaux de réalité décrits par différentes théories, ce qui avait déjà été pratiqué par Louis de Broglie. Pour ces théories plus générales, le théorème KS n'est applicable que si la mesure est supposée être fidèle, en ce sens qu'il existe une relation déterministe entre un élément subquantique  de la réalité physique et la valeur de l'observable trouvée sur la mesure.